# Master na master
Een master-na-masteropleiding, afgekort als manama, is een universitaire studie die volgt op een behaald master. Dikwijls is het een vorm van specialisatie of vervolmaking na een basisopleiding. Soms is de toelating tot een master-na-master beperkt, omdat de opleiding zeer gespecialiseerd en duur is. Selectie van de kandidaten gebeurt dan doorgaans op grond van de behaalde studieresultaten, eventueel aangevuld met een schriftelijke of mondelinge motivatie door de kandidaat. 
De master-na-master komt sedert de Bolognaverklaring grotendeels in de plaats van de vroegere postgraduaatsopleidingen (Vlaanderen) of postdoctorale opleidingen (Nederland).
De meeste master-na-masteropleidingen duren minstens één jaar (60 ECTS-studiepunten). De studiebelasting kan echter verschillen van student tot student, afhankelijk van de vooropleiding en eventuele vrijstellingen. Wanneer de opleiding minder dan 60 ECTS-studiepunten bevat en dus niet opleidt tot een bijkomend masterdiploma, blijft men van de term postgraduaat spreken: een kortere opleiding of cursus na het behalen van het (master)diploma.

## Voorbeelden
Universitaire opleidingen met meer afstudeerrichtingen bieden meestal een afstudeerrichting aan als master-na-master, die iemand nog niet heeft gevolgd 
- Zo kan een psycholoog, afstudeerrichting schoolpsychologie, daarna een master-na-master in de organisatiepsychologie volgen.
- Een master in de wiskunde kan verder studeren in een master-na-master in de statistiek.
- Als arts dient men een manama te volgen om volledig zelfstandig als arts te kunnen functioneren. Voor deze master-na-master kan men kiezen voor een specifieke specialisatie of dient men een algemenere manama in de huisartsgeneeskunde of de arbeidsgeneeskunde te volgen. In tegenstelling tot de meeste manama's duren deze opleidingen twee jaar of 120 ECTS-studiepunten.

Andere master-na-masters kunnen na verschillende andere studierichtingen worden gevolgd en kunnen een zinvolle aanvulling vormen op verschillende eerst gevolgde masters:
- een master-na-master in de biochemie kan worden gevolgd na een master biologie, chemie, ingenieurswetenschappen, landbouwwetenschappen of medische wetenschappen.
- een master-na-master in de literatuurwetenschappen kan na bijna elke universitaire taalopleiding worden gekozen.